# Seppl-Herberger-Stadion
Het Seppl-Herberger-Stadion (vroeger Stadion am Alsenweg) is een voetbalstadion in de Duitse stad Mannheim en is gelegen in het stadsdeel Waldhof. Tot 1996 heette het Stadion am Alsenweg en werd dan naar de legendarische speler van SV Waldhof, Sepp Herberger, genoemd.
Van 1924 tot 1993 werkte SV Waldhof Mannheim hier zijn thuiswedstrijden af, behalve tussen 1983 en 1989 toen de club moest uitwijken naar Ludwigshafen omdat het stadion niet voldeed voor de Bundesliga. Het laatste Bundesligaseizoen in 1989/90 werd wel weer in dit stadion afgewerkt.
Het oude Waldhofstadion werd tijdens de Tweede Wereldoorlog verwoest en later heropgebouwd tot in 1954 door leden en vrijwilligers. Nadat het eerste elftal in 1993 overging naar het Carl-Benz-Stadion werd het stadion wel nog gebruikt door het tweede elftal en de jeugd. Ook andere afdelingen van de sportclub beoefenen op de terreinen hun sport.
In 1996 werd in het stadion een interland gespeeld tussen de vrouwenteams van Duitsland en IJsland.